# Anjli Mohindra

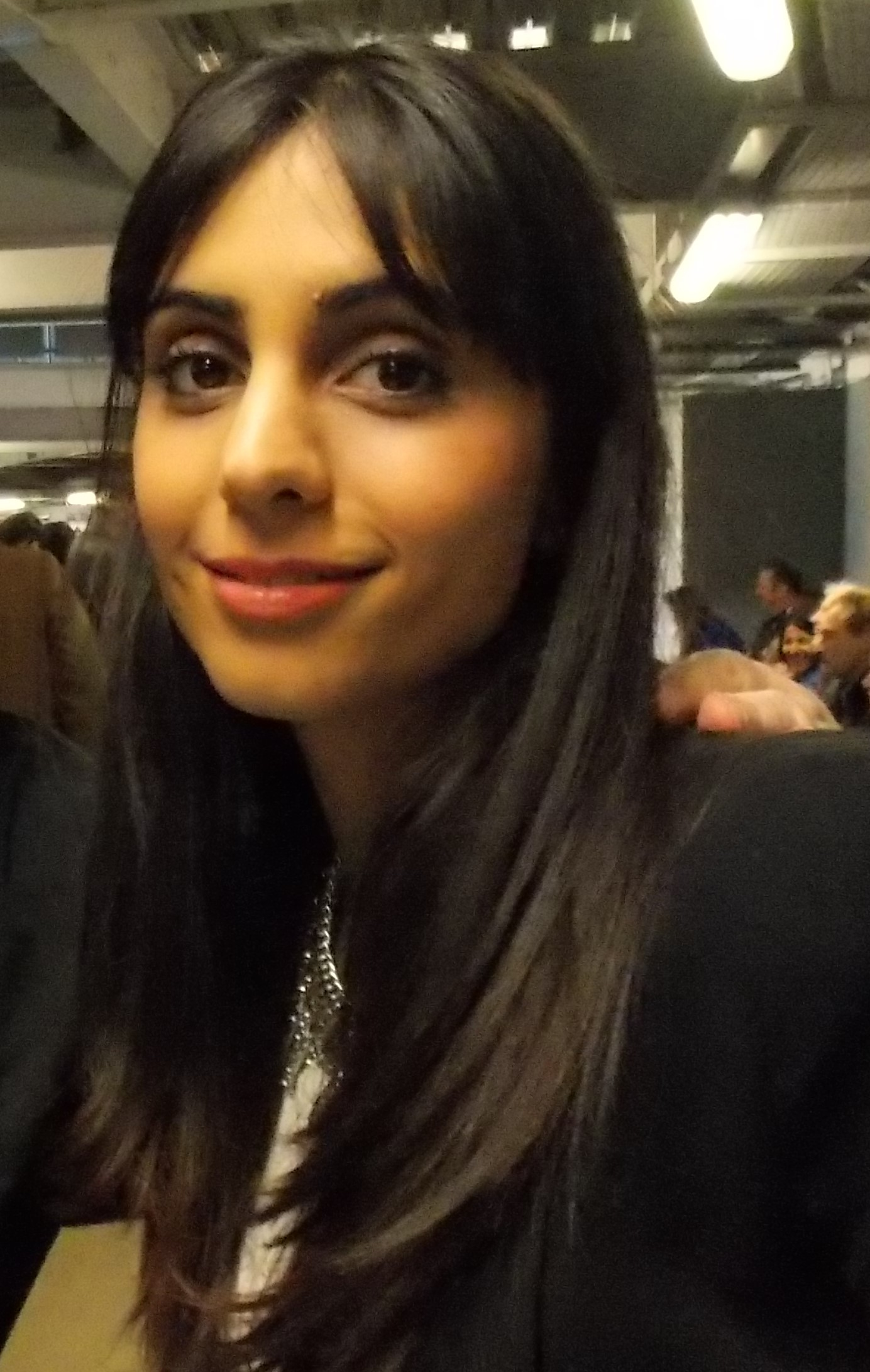
Anjli Mohindra, 2013

Anjli Mohindra (* 20. Februar 1990 in West Bridgford, Nottinghamshire, England) ist eine britische Schauspielerin.

## Leben
Anjli Mohindra wuchs in West Bridgford auf. Sie absolvierte einen Fernsehworkshop in Nottingham.
Ihren ersten Fernsehauftritt hatte Mohindra 2006 in der Fernsehserie Coronation Street. Bekannt wurde Mohindra für ihre Hauptrolle der Rani Chandra in The Sarah Jane Adventures. Sie spielte diese Rolle ab der zweiten Staffel und in 40 Episoden der Serie. 2014 stellte Mohindra Fahmida im Film My Jihad dar.
Neben ihren Auftritten in Film und Fernsehen ist Anjli Mohindra auch im Theater zu sehen. Sie stellte 2014 Kehkashan in indischen Slum-Drama Behind the Beautiful Forevers am Royal National Theatre dar. Kehkashan hat kürzlich ihren Ehemann verlassen und kehrt nach Annawadi zurück. Außerdem war Mohindra bereits in den Theaterstücken: The Importance of Being Earnest, Starcross'd, East is East und Twelfth Night zu sehen.

## Filmografie (Auswahl)
- 2006: Coronation Street (Fernsehserie, 1 Folge)
- 2006–2012: Doctors (Fernsehserie, 2 Folgen)
- 2008: The Inbetweeners – Unsere jungfräulichen Jahre (Fernsehserie, 1 Folge)
- 2008–2011: The Sarah Jane Adventures (Fernsehserie, 40 Folgen)
- 2009: Comic Relief 2009 (Fernsehfilm)
- 2009: Law & Order: UK (Fernsehserie, 1 Folge)
- 2010: Holby City (Fernsehserie, 1 Folge)
- 2010: SJA: Alien Files (Fernsehserie, 1 Folge)
- 2010: Beaver Falls (Fernsehserie, 2 Folgen)
- 2011: Swagger Wars (Kurzfilm)
- 2012: Casualty (Fernsehserie, 1 Folge)
- 2012: The Black Scholes Conspiracy (Kurzfilm)
- 2013: Coming Up (Fernsehserie, 1 Folge)
- 2013: The Painter and the Thief (Kurzfilm)
- 2014: My Jihad
- 2014: The Missing (Fernsehserie, 3 Folgen)
- 2015: Cucumber (Fernsehserie, 6 Folgen)
- 2015: Im Himmel trägt man hohe Schuhe (Miss You Already)
- 2015: Cuffs (Fernsehserie, 1 Folge)
- 2016: Dark Heart AKA Wagstaffe
- 2016: Paranoid (Fernsehserie, 7 Folgen)
- 2017: Bancroft (Fernsehserie, 4 Folgen)
- 2018: Bodyguard (Fernsehserie, 4 Folgen)
- 2018: Dark Heart (Fernsehserie, 5 Folgen)
- 2019: Wild Bill (Fernsehserie, 6 Folgen)
- 2019: Inspector Barnaby (Fernsehserie: Staffel 20, Folge 01 ― Mord nach altem Rezept)
- 2020: Doctor Who (Fernsehserie, 1 Folge)
- 2020: Daleks! (Fernsehserie, 3 Folgen)
- 2021: München – Im Angesicht des Krieges (Munich: The Edge of War)
- 2021: Vigil – Tod auf hoher See (Fernsehserie, 6 Folgen)
- 2022: Peripherie (The Peripheral, Fernsehserie, 3 Folgen)
- 2022–2023: The Lazarus Project (Fernsehserie, 11 Folgen)
- 2022: The Suspect (Fernsehserie, 5 Folgen)
- 2024: The Red King (Fernsehserie, 6 Folgen)
- 2024: Get Millie Black (Fernsehserie, 3 Folgen)
- 2024: The Glassworker (Animationsfilm)
- 2025: Fear (Fernsehserie, 3 Folgen)